# Ekoschemat
Ekoschemat – nowy i dobrowolny rodzaj płatności bezpośrednich Wspólnej Polityki Rolnej realizowany w Planie Strategicznym WPR 2023-2027, w ramach którego dopłaty przyznawane są za realizację praktyk korzystnych dla środowiska, klimatu i dobrostanu zwierząt. Ekoschematy stanowią dodatkowe dopłaty dla rolników za praktyki sprzyjające ochronie środowiska, które wykraczają ponad podstawowe wymogi określone w obowiązkowym systemie warunkowości.  
Ekoschematy stanowią roczne, płatne praktyki dostosowane do warunków i potrzeb krajowych, ale poddane ocenie przez Komisję Europejską pod kątem realizacji celów środowiskowych i klimatycznych nowej WPR – ochrony zasobów gleby, wód, klimatu, dobrostanu zwierząt, różnorodności biologicznej w produkcji rolniczej.

## Ekoschematy w ujęciu Unii Europejskiej
Na podstawie rozporządzenie PE i Rady UE z 2021 r. ustanowiono przepisy dotyczące wsparcia planów strategicznych w ramach WPR i przyjęto, że państwa członkowskie przyjmą dobrowolne schematy na rzecz klimatu, środowiska i dobrostanu zwierząt zwane   „ekoschematami” oraz że wsparcia udzielane jest rolnikom aktywnym zawodowo. Ponadto zobowiązuje się rolników do przestrzegania praktyk rolniczych korzystnych dla klimatu, środowiska i dobrostanu zwierząt oraz zwalczania oporności na środki przeciwdrobnoustrojowe.
Każdy ekoschemat obejmuje zasadniczo co najmniej dwa następujące obszary działań na rzecz klimatu, środowiska, dobrostanu zwierząt i zwalczania oporności na środki przeciwdrobnoustrojowe, w zakresie:
- łagodzenie zmiany klimatu, w tym ograniczenie emisji gazów cieplarnianych pochodzących z praktyk rolniczych, a także utrzymanie istniejących rezerwuarów węgla i zwiększenie sekwestracji węgla;
- przystosowanie się do zmiany klimatu, w tym działania na rzecz zwiększenia odporności systemów produkcji żywności oraz różnorodności zwierząt i roślin w celu zwiększenia odporności na choroby i zmianę klimatu;
- ochrona lub poprawa jakości wody i zmniejszenie presji na zasoby wodne;
- zapobieganie degradacji gleby, odtwarzanie gleby, poprawa żyzności gleby i gospodarowania składnikami odżywczymi (oraz fauny i flory gleby);
- ochrona różnorodności biologicznej, zachowanie lub odtworzenie siedlisk lub gatunków, w tym zachowanie i tworzenie elementów krajobrazu lub obszarów nieprodukcyjnych;
- działania na rzecz zrównoważonego i ograniczonego stosowania pestycydów, w szczególności pestycydów stwarzających zagrożenie dla zdrowia ludzkiego lub środowiska;
- działania na rzecz poprawy dobrostanu zwierząt lub zwalczania odporności na środki przeciwdrobnoustrojowe.

## Ekoschematy w warunkach polskich
Na podstawie ustawy z 2023 r. o Planie Strategicznym dla Wspólnej Polityki Rolnej na lata 2023-2027 przyjęto do realizacji następujące ekoschematy:
- obszary z roślinami miododajnymi,
- rolnictwo węglowe i zarządzanie składnikami odżywczymi
- prowadzenie produkcji roślinnej w systemie Integrowanej Produkcji Roślin,
- biologiczna ochrona roślin,
- retencjonowanie wody na trwałych użytkach zielonych,
- dobrostan zwierząt.

Szczegółowe warunki oraz tryb przyznawania i wypłaty płatności w ramach schematów na rzecz klimatu i środowiska określił w rozporządzeniu z 2023 r. Ministera Rolnictwa i Rozwoju Wsi.